# Меланіни

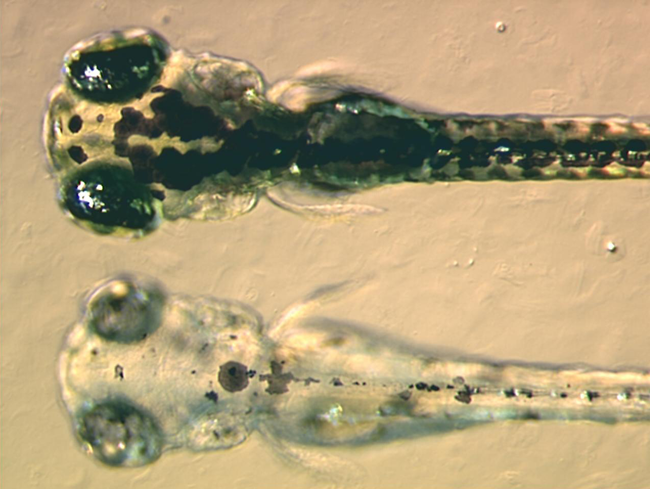
Ембріони риби. Перший пігментований меланіном, другий — альбінос

Мелані́ни (від грец. μελας — «чорний») — клас органічних сполук, знайдених у рослинах, тваринах, найпростіших і бактеріях, де вони переважно виконують роль пігментів.

## Класифікація
Хімічно ці речовини є похідними амінокислоти тирозину. Типовою формою меланіну в біологічних тканинах є евмеланін, коричнево-чорний полімер дигідроксиіндолу, дигідроксиіндолкарбонової кислоти та їх відновлені форми. Іншою поширеною формою є феомеланін, червоно-коричневний полімер бензотіазину, що відповідає за колір рудого волосся та веснянок. Збільшення синтезу меланіну в шкірі тварин називається меланогенезом та стимулююється пошкодженням ДНК ультрафіолетовим випромінюванням, викликаючи засмагу. Розвиток такої засмаги займає час, проте вона залишається досить довго.

## Фотохімічні властивості
Фотохімічні властивості меланіну роблять його добрим фотопротектором. Він поглинає шкідливе ультрафіолетове випромінювання та перетворює енергію на безпечну кількість тепла в процесі, відомому як «ультрашвидка внутрішня конверсія». Завдяки цій властивості, меланін поглинає до 99,9 % ультрафіолету і утримує утворення вільних радикалів на мінімальному рівні, запобігаючи пошкодженю ДНК.